# سیتوزول

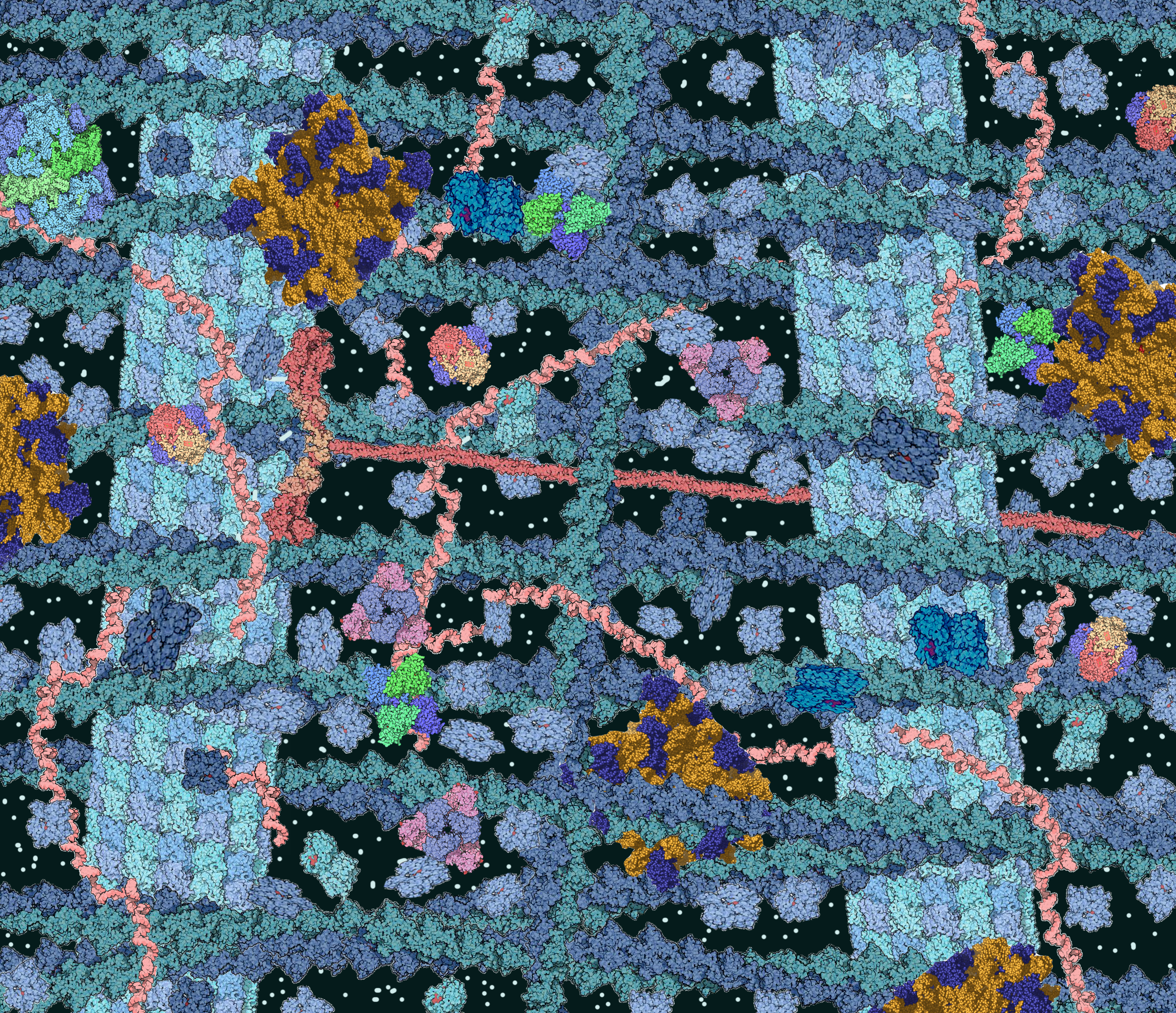
The cytosol is a crowded solution of many different types of molecules that fills much of the volume of cells

سیتوزول یا مایع درون‌سلولی (Intracellular fluid یا ICF) که گاه ماتریکس سیتوپلاسمی نیز خوانده می‌شود همان مایعی است که درون سلول‌ها یافت می‌شود. سیتوزول توسط غشاها به سهم‌ها یا بخش‌هایی تقسیم می‌شود. در سلول‌های یوکاریوتی، سیتوزول توسط غشای سلولی احاطه شده و بخشی از سیتوپلاسم است. سیتوپلاسم حاوی میتوکندری، پلاستیدها و دیگر اندامک هاست، اما شامل ساختار و مایع درون این اندامک‌ها نمی‌شود.
هسته سلول جداست. در پروکاریوت‌ها بخش بزرگی از واکنش‌های شیمیایی متابولیسم در سیتوزول روی می‌دهد. تعداد کمی از واکنش‌ها هم در غشا یا فضای پری پلاسمی رخ می‌دهند. در یوکاریوت‌ها نیز تعداد زیادی از واکنش‌ها در سیتوزول و بخشی نیز در درون اندامک‌ها روی می‌دهند.
سیتوزول مخلوطی پیچیده از مواد محلول در آب است. آب بخش بزرگی از سیتوزول را تشکیل می‌دهد. غلطت یون‌هایی مانند سدیم و پتاسیم در سیتوزول با غلظت این یون‌ها در مایع خارج سلولی تفاوت دارد. این تفاوت‌ها در فرایندهایی مانند تنظیم اسموتیک (Osmoregulation) و پیام‌رسانی سلولی (Cell signaling) مهم هستند.
اگرچه سیتوزول ممکن است مخلوط ساده‌ای از مولکول‌ها به نظر برسد، اما سطوح مختلفی از سازماندهی در آن دیده می‌شود.

## غلطت یون‌ها در خون و سیتوزول
| Ion                     | غلظت در سیتوزول (غلظت مولار) | غلظت در خون (غلظت مولار) |
| ----------------------- | ---------------------------- | ------------------------ |
| پتاسیم                  | 139                          | 4                        |
| سدیم                    | 12                           | 145                      |
| کلر                     | 4                            | 116                      |
| بیکربنات                | 12                           | 29                       |
| اسید آمینهs in proteins | 138                          | 9                        |
| منیزیم                  | 0.8                          | 1.5                      |
| کلسیم                   | <0.0002                      | 1.8                      |

## ماکرومولکولها
در پروکاریوت‌ها سیتوزول حاوی ژنوم سلول است که درون ساختاری به نام نوکلئوئید قرار دارد. نوکلئوئید توده‌ای شامل DNA و پروتئین‌های کنترل‌کننده همانندسازی و رونویسی پلاسمیدها و کروموزوم باکتریایی است. در یوکاریوت‌ها ژنوم درون هسته سلول قرارداشته و به وسیلهٔ منافذ هسته‌ای از سیتوزول جدا می‌شود. منافذ هسته‌ای از انتشار آزاد مولکول‌های بزرگ‌تر از ده نانومتر جلوگیری می‌کنند.

## سازماندهی
در سیتوزول سطوح مختلفی از سازماندهی دیده می‌شود. این سطوح عبارتند از:
- شیب غلظتی مولکول‌های کوچکی همانند کلسیم[۲]
- کمپلکس‌های آنزیمی که در کنار هم مسیرهای متابولیکی را هدایت می‌کنند[۳]
- کمپلکس‌های پروتئینی مانند پروتئازوم‌ها و کربوکسی زوم‌ها که بخش‌هایی از سیتوزول را احاطه نموده و از بقیه قسمت‌ها جدا می‌کنند.[۴]

این سطوح عبارتند از:
- شیب غلظتی مولکول‌های کوچکی همانند کلسیم
- کمپلکس‌های آنزیمی که در کنار هم مسیرهای متابولیکی را هدایت می‌کنند
- کمپلکس‌های پروتئینی مانند پروتئازوم‌ها و کربوکسی زوم‌ها که بخش‌هایی از سیتوزول را احاطه نموده و از بقیه قسمت‌ها جدا می‌کنند.